# Buenavista (Río Lagartos)
Buenavista es una localidad del municipio de Río Lagartos en el estado de Yucatán, México.

## Hechos históricos
- En 1995 cambia su nombre de Buena Vista a Buenavista.

## Demografía
Según el censo de 2005 realizado por el INEGI, la población de la localidad era de 0 habitantes.
| 3                           | 0 | 0 | ? | 0 |
| (Fuente: INEGI [Consultar]) |   |   |   |   |